# Eta Beta (album)
Eta Beta è il sesto album in studio del gruppo musicale italiana Timoria, pubblicato nel 1997 dalla Polydor Records.

## Descrizione
Si tratta dell'album più vario e sperimentale dell'intera carriera del gruppo, nonché l'ultimo registrato con Francesco Renga alla voce. Le tracce Sudeuropa e Dubeuropa si avvicinano alla musica dub e sono state realizzate con la collaborazione di 'O Zulù dei 99 Posse, mentre il brano Zobie la mouche è una reinterpretazione del gruppo francese Les Négresses Vertes. Alle canzoni vengono inoltre alternate poesie e haiku interpretate dal leader del gruppo, Omar Pedrini. Esse appaiono al termine dei brani Fioriscono, Il giardino di Daria e Stappo, quest'ultima contenente un'ulteriore traccia fantasma, che altro non è che una ripresa del brano L'isola del tempo, realizzato con musica e voci distorte.
Non mancano le tracce cantate dai restanti componenti della band: il tastierista Enrico Ghedi canta in Alleluja e in Europanic (quest'ultima caratterizzata da parti in rapping in francese), mentre il bassista Carlo Alberto Pellegrini canta in Sudeuropa, Dubeuropa e nell'introduzione di Europanic.
In un CD singolo promozionale pubblicato ai tempi i brani Sudeuropa e Dubeuropa sono stati uniti in un unico brano.

## Tracce
Testi e musiche di Omar Pedrini, eccetto dove indicato.
1. Sono qui – 3:41
2. Faccia da rockstar – 2:56
3. Fioriscono – 3:51 (Omar Pedrini, Diego Galeri)
4. Vola piano – 5:13
5. L'isola del tempo – 2:59
6. Bella bambola – 2:46
7. Sudeuropa – 2:15 (Omar Pedrini, Luca Persico, Carlo Alberto Pellegrini)
8. Dubeuropa – 1:16 (Omar Pedrini, Luca Persico, Carlo Alberto Pellegrini)
9. Europanic – 3:57 (Omar Pedrini, Enrico Ghedi, Diego Galeri, Carlo Alberto Pellegrini)
10. Il giardino di Daria – 4:40 (Pellegrini, Omar Pedrini)
11. Alleluja – 4:22 (Omar Pedrini, Enrico Ghedi)
12. Zobie la mouche – 3:29 (Omar N. Rota, J. M. Paulus)
13. Cerco di te – 5:04
14. Stappo – 7:10

## Formazione
Gruppo
- Francesco Renga – voce
- Omar Pedrini – chitarra, cori, voce narrante
- Diego Galeri – batteria, cori
- Enrico "Zelig" Ghedi – tastiera, voce (tracce 9 e 11)
- Carlo Alberto "Illorca" Pellegrini – basso, voce (tracce 7-9)

Altri musicisti
- Leon Mobley – percussioni
- David "Fuse" Fiuczynski – chitarra
- Kadib N'Derr – tabla
- Luca "O' Zulu" Persico – voce (tracce 7 e 8)
- Beppe Braida Bologna – tappi e bottiglie

Produzione
- Angelo Carrara – produzione
- Pino "Pinaxa" Pischetola – missaggio
- Antonio Baglio – mastering

## Classifiche
| Classifica (1997) | Posizione massima |
| ----------------- | ----------------- |
| Italia            | 11                |